# Афанасьев, Юрий Николаевич
Ю́рий Никола́евич Афана́сьев (5 сентября 1934, пос. Майна, Средневолжский край, РСФСР, СССР — 14 сентября 2015, Москва, Россия) — советский и российский политик и историк. Ректор Московского государственного историко-архивного института (1986—1991), основатель, ректор (1991—2003) и президент (2003—2006) Российского государственного гуманитарного университета.

## Биография
Окончил исторический факультет Московского государственного университета (1957), после чего уехал в Дивногорск работать комсомольским секретарём на Красноярской ГЭС (работа состояла в трудо- и бытоустройстве молодёжи, организации её обучения и досуга), где провёл девять лет.
В 1971 году окончил аспирантуру АОН при ЦК КПСС, защитил кандидатскую диссертацию «Современная французская буржуазная историография Великой Октябрьской социалистической революции». Дважды (в 1971 и 1976 годах) стажировался в Парижском университете (Сорбонна).
Доцент кафедры всеобщей истории, проректор по учебной работе Высшей комсомольской школы при ЦК ВЛКСМ (1972—1981). Доктор исторических наук (1980, диссертация «Французская историческая школа „Анналов“ в современной буржуазной историографии (1929—1979): критический анализ эволюции теоретико-методологических основ»), профессор. В 1983 году получил назначение редактором по отделу истории и стал членом редколлегии в журнале «Коммунист».
В 1980-е годы работал старшим научным сотрудником, заведующим сектором истории культуры зарубежных стран Института всеобщей истории АН СССР. С 1986 года — ректор МГИАИ, в 1991—2003 годах — ректор РГГУ (уступил эту должность Леониду Невзлину); до 2006 года занимал должность президента вуза. Был членом РАЕН, Академии гуманитарных наук, Академии гуманитарных исследований; почётным доктором гуманитарных наук Амхерст-колледжа, почётным доктором Университета им. Франсуа Рабле, Еврейской теологической семинарии и Белойт-колледжа; членом Совета Института Мира ООН.
Умер 14 сентября 2015 года в Москве на 82-м году жизни. Прощание прошло 17 сентября в Сахаровском центре. Похоронен на Осташковском кладбище в Мытищах (Московская область).

### Политическая деятельность
В конце 1980-х годов завоевал популярность среди интеллигенции публикацией ряда статей с критикой положения в исторической науке. Делегат XIX конференции КПСС (1988). В 1989 году избран народным депутатом СССР от Ногинского территориального округа № 36 Московской области. Член Межрегиональной депутатской группы.
В 1990 году вышел из КПСС (был членом с 1954 года). С этого же времени — член движения «Гражданское действие», один из создателей и сопредседатель Движения «Демократическая Россия». Один из создателей и лидеров межреспубликанского «Демократического конгресса» 1991-92 годов.
В июне 1991 года на выборах взамен выбывшего избран народным депутатом РСФСР от территориального округа № 41 Москвы.
Инициатор и лидер группы «Независимая гражданская инициатива», созданной в начале августа 1991 г. при участии Леонида Баткина, Юрия Буртина, Владимира Библера, Елены Боннэр, Льва Тимофеева и других. В первом заявлении группы, опубликованном 3 сентября 1991 г., был выдвинут лозунг «Россия — единая и делимая!» и предложено созвать Учредительное собрание. С этого времени выступал с жёсткой критикой действий Ельцина и Попова, в том числе на встрече лидеров «ДемРоссии» с Ельциным осенью 1991 г., а с начала 1992 г. и с критикой хода и направления реформ. В январе 1992 года после того, как по итогам выборов сопредседателей и Координационного совета «ДемРоссии» Афанасьев и его сторонники оказались там в меньшинстве, приостановил своё членство в руководстве Движения (совместно с Мариной Салье, Леонидом Баткиным, Юрием Буртиным и Бэлой Денисенко) в знак несогласия с политикой его руководства.
В июне 1993 года сложил с себя полномочия народного депутата, объявив о своём уходе из политики. На выборах президента России в 1996 г. поддержал Григория Явлинского, позднее также высказывался в поддержку его и «Яблока». В 2003 г., заняв вновь созданный пост президента РГГУ, передал должность ректора РГГУ Леониду Невзлину, который через несколько месяцев был вынужден оставить её и уехать в Израиль в связи с делом ЮКОСа. В 2005 г. в «Новой газете» выступил с резкой критикой Владимира Путина, обвинив его в том, что он «уничтожает в стране политику», заменяя её «фантомами» и «муляжами», а реформу образования назвал «катастрофой». Это выступление имело большой резонанс, в том числе в РГГУ; в 2006 г. Афанасьев перестал быть его президентом.
Афанасьева называют одним из «прорабов перестройки» (хотя сам он, по его словам, считал, что Горбачёв «выражает интересы советской бюрократии, советской номенклатуры», а на заседании МДГ в июне 1989 г. заявил, что «нынешний вариант перестройки бесперспективен и гибелен для страны»). Автор устойчивого словосочетания «агрессивно-послушное большинство», впервые употреблённого им в отношении части депутатов I Съезда народных депутатов СССР 1989 года и ставшего впоследствии широко распространённым клише.
В 2012 году публикация Афанасьева «Суки русского „либерализма“» была включена в Федеральный список экстремистских материалов решением Кировского районного суда города Омска. Текст Афанасьева с таким названием существует на сайте «Free Speech / Свобода Слова». Первоначально почти идентичный текст Афанасьева с другим названием «Возможна ли сегодня в России либеральная миссия?» размещался на сайте фонда «Либеральная миссия». В первоначальном тексте, как отмечают специалисты информационно-аналитического центра «Сова», отсутствовали «антирусские иллюстрации и ксенофобное предисловие».

### Научная деятельность
Научные интересы: история исторической науки, французская историография, школа «Анналов», новейшая история России, теоретические и методологические основы истории, политология, философия образования (новые образовательные системы и образовательные технологии).
Находясь в заграничных научных командировках, установил и в течение многих лет поддерживал личные и профессиональные отношения с многими видными французскими историками-медиевистами и культурологами, в частности, Фернаном Броделем, Жаком ле Гоффом и Жоржем Дюби, пропагандируя их взгляды и способствуя изданию их трудов в России.

## Основные работы
Книги
- Историзм против эклектики: французская историческая школа «Анналов» в современной буржуазной историографии. — М.: Мысль, 1980. — 278 с. (болг. перевод 1982);
- Иного не дано: судьбы перестройки. Вглядываясь в прошлое. Возвращение к будущему / под общ. ред. и вступ. ст. Ю. Н. Афанасьева. — М.: Прогресс, 1988. — 675 с. — (Перестройка: Гласность. Демократия. Социализм). — Пер. на исп., кит., фр., эст., яп. яз.;
- Я должен это сказать. — М.: Пик, 1991. — 392 с.;
- Судьбы российского крестьянства / под ред. Ю. Н. Афанасьева. — М.: РГГУ, 1996. — XXVI+596 с. — (Россия: век XX);
- Другая война: 1939—1945 / под ред. Ю. Н. Афанасьева. — М.: РГГУ, 1996. — 490 с. — (Россия: век XX) — ISBN 5-7281-0053-8;
- Советская историография / под ред. Ю. Н. Афанасьева. — М.: РГГУ, 1996. — 592 с. — (Россия: век XX);
- Советское общество: возникновение, развитие, исторический финал. От вооружённого восстания в Петрограде до второй сверхдержавы мира / под ред. Ю. Н. Афанасьева. — М.: РГГУ, 1997. — 510 с. — (Россия: век XX);
- Советское общество: возникновение, развитие, исторический финал. Апогей и крах сталинизма / под ред. Ю. Н. Афанасьева. — М.: РГГУ, 1997. — 762 с. — (Россия: век XX);
- «Однажды наступив на грабли…»: Очерки, размышления, мысли вслух. — Шадринск: ПО «Нить», 1999. — 135 с.;
- Опасная Россия. — М.: РГГУ, 2001. — 240 с.;
- Через формы к смыслам: о новой университетской образовательной модели / под ред. Ю. Н. Афанасьева. — М.: РГГУ, 2006. — 224 с.
- После империи. Афанасьев Ю., Гайдар Е., Гавров С., Иноземцев B., Ливен Д., Паин Э., Пелипенко А., Урнов М., Филиппов А., Ясин Е. — М., 2007. — 224 с. ISBN 978-5-903135-01-1.
- «Мы — не рабы?» (Исторический бег на месте: «особый путь» России)

Статьи
- 50 лет эволюции французской исторической школы «Анналов»: от идеи «глобальной истории» к идеологии антиреволюционности // История и историки. 1977. — М.: Наука, 1980;
- Методологические проблемы современной французской буржуазной историографии социальных движений (до XVIII в.) // Социальные движения и борьба идей: проблемы истории и историографии / отв. ред. М. А. Заборов. — М.: Наука, 1982.

## Награды
- Орден «Знак Почёта» (1986)
- Кавалер ордена Почётного легиона (Франция)[20]
- Памятная медаль «13 января» (Литва, 1 сентября 1992)[21]
- Командор ордена Великого князя Литовского Гядиминаса (Литва, 27 марта 2001)[21]
- Офицер ордена Трёх звёзд (Латвия, 2001)
- Командор I класса ордена Полярной звезды (Швеция, 2004)[22][23]
- Офицер ордена Заслуг перед Республикой Польша (Польша, 2003 год)[23]
- Орден Креста земли Марии IV класса (Эстония, 2 февраля 2005)[24]